# LG G5
O LG G5 é um smartphone criado pela sul-coreana LG Electronics. Originário da Coreia do Sul, foi lançado dia 08 de abril de 2016, na Coreia do Sul, Estados Unidos, Espanha, México, Colômbia, Argentina e Canadá.

## Características
O aparelho é um pioneiro comercial do sistema de módulos intercambiáveis, mas não possui uma carcaça removível. É um equipamento completamente novo em funcionalidade e design, tirando da linha geral da LG e da Samsung para "evoluir" seu antecessor, fazendo melhorias funcionais e/ou estéticas, promovendo-o como um novo dispositivo. O seu leitor de íris se destaca e esse dispositivo é a possível correção não testada do erro de morte súbita que afetou o LG G4, seu antecessor.